# مسعود باستانی
مسعود مرادی باستانی (زادهٔ ۱۳۵۷ در اراک) خبرنگار، زندانی سیاسی و روزنامه‌نگار ایرانی است. وی سردبیری وبگاه جمهوریت را برعهده داشته و سابقهٔ خبرنگاری در روزنامه‌های شرق، جمهوریت و کارگزاران را داشته‌است. وی چندین بار به دلیل فعالیت‌های شغلی‌اش بازداشت و زندانی شده‌است.
مسعود باستانی، پس از اعتراضات به نتایج انتخابات ریاست جمهوری دهم در دادگاه بدوی به ۶ سال حبس تعزیری محکوم شد.

## زندگی‌نامه
مسعود مرادی باستانی در سال ۱۳۵۷ در اراک به دنیا آمد. او در دانشگاه،‌مهندسی برق خوانده بود و در زمینه حقوق بشر و روزنامه‌نگاری کار کرده است. وی در زندگی حرفه‌ای خود، سردبیری سایت خبری جمهوریت را دارد. او در بین سال‌های ۱۳۸۷ تا ۱۳۸۸ با مهسا امرآبادی، دیگر روزنامه‌نگار بازداشتی در ایران، آشنا شد و این آشنایی منجر به ازدواج آنها شد.

### بازداشت اول و دوم
باستانی در سال ۱۳۸۳ به دلیل نوشته‌هایش بازداشت شد. او در دادگاه تجدیدنظر، به ۶ ماه حبس، ۵ سال محرومیت از کار مطبوعاتی و ۱۰۰ ضربه شلاق محکوم شد.
به گفته برخی از دوستانش، یک سال بعد در سال ۱۳۸۴، او در جریان اعتصاب غذای اکبر گنجی و بستری شدن او در بیمارستان میلاد به پوشش خبری وضعیت گنجی پرداخت که به این دلیل چندین روز بازداشت و به شلاق و ۳۵۰ هزار تومان جریمه نقدی محکوم شد.

### بازداشت سوم در سال ۱۳۸۸
وی در ۱۴ تیرماه ۱۳۸۸ در جریان اعتراضات به نتایج انتخابات ریاست جمهوری دهم دستگیر شد. او در این روز برای رسیدگی به وضعیت همسرش که روز پس از انتخابات بازداشت شده بود، به دادگاه انقلاب رفته بود. علت بازداشت وی فعالیت در وبگاه جمهوریت عنوان شد. یکی از دوستان مسعود باستانی گزارش می‌کند که پس از وقایع ۱۳۸۸، نیروهای جمهوری اسلامی قصد بازداشت مسعود باستانی را داشتند اما با مراجعه به منزل، همسر او را بازداشت کردند. او در این مدت تحت نظر بود تا آنکه مسعود خودش را معرفی کرد و همسرش بعد از مدتی آزاد شد. پس از آزادی مهسا امرآبادی، وی در مصاحبه‌ای مدعی شد که همسرش برای آزادی او مجبور به اعتراف اجباری شده است. پس از این ادعا بود که دادگاهی علیه خود امرآبادی شکل گرفت. باستانی در اعترافاتش که از صدا و سیما ایران پخش شد، به همکاری با «ضد انقلاب» و «سیاه‌نمایی علی نظام» اعتراف کرد و سایت جمهوریت را اتاق جنگ روانی علیه مسئولین نظام معرفی کرد.
سرانجام دادگاه بر اساس اعترافات باستانی، او را به تحمل ۶ سال زندان محکوم کرد. دادگاه دیگری نیز همسر او را به ۱ سال حبس محکوم کرد.
وی در اسفندماه همراه با احمد زیدآبادی به زندان رجایی شهر کرج منتقل شد. خانواده باستانی، یکی از مشکلات او را بیماری خونی عنوان می‌کنند که در زندان به آن دچار شده‌است. وی در تاریخ بیست و چهارم بهمن ۱۳۹۰ پس از طی بخشی از معالجات خود دوباره به زندان رجایی شهر بازگردانده شده‌است. باستانی در تیرماه ۱۳۹۴ با پایان دوره حبس خود، از زندان آزاد شد.

## مطالعه بیشتر
- دادگاه متهمان حوادث پس از انتخابات دهم ریاست جمهوری ایران
- فهرست بازداشت‌شدگان پس از انتخابات ریاست جمهوری دهم
- پیامدهای اعلام نتایج انتخابات ریاست جمهوری ایران (۱۳۸۸)
- نقض حقوق روزنامه‌نگاران و خبرنگاران در جمهوری اسلامی ایران